# Moenkhausia agnesae
Espèce
Moenkhausia agnesae est une espèce de poissons d'eau douce de la famille des Characidés originaire d'Amérique du Sud au Pérou. Ce poisson est assez rarement disponible pour l'aquariophilie.

## Au Zoo
L'Aquarium du palais de la Porte Dorée détient un joli groupe (vidéo) de Moenkhausia agnesae.(07/2015) ; ils sont maintenus dans une grande cuve d'au moins 1 000 litres. Ils sont aisément observables lors d'une promenade dans l'Aquarium.

## Galerie des images

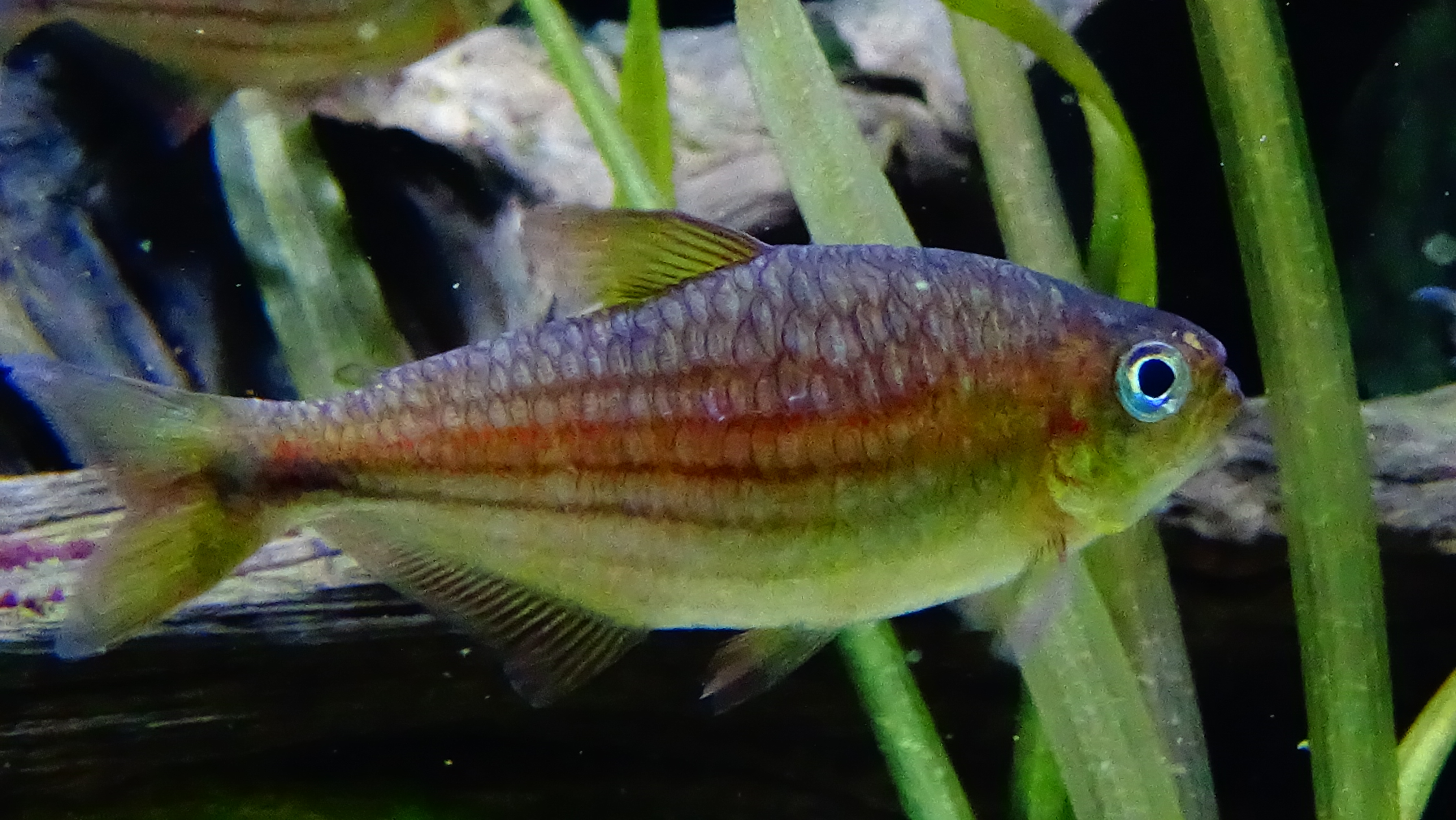
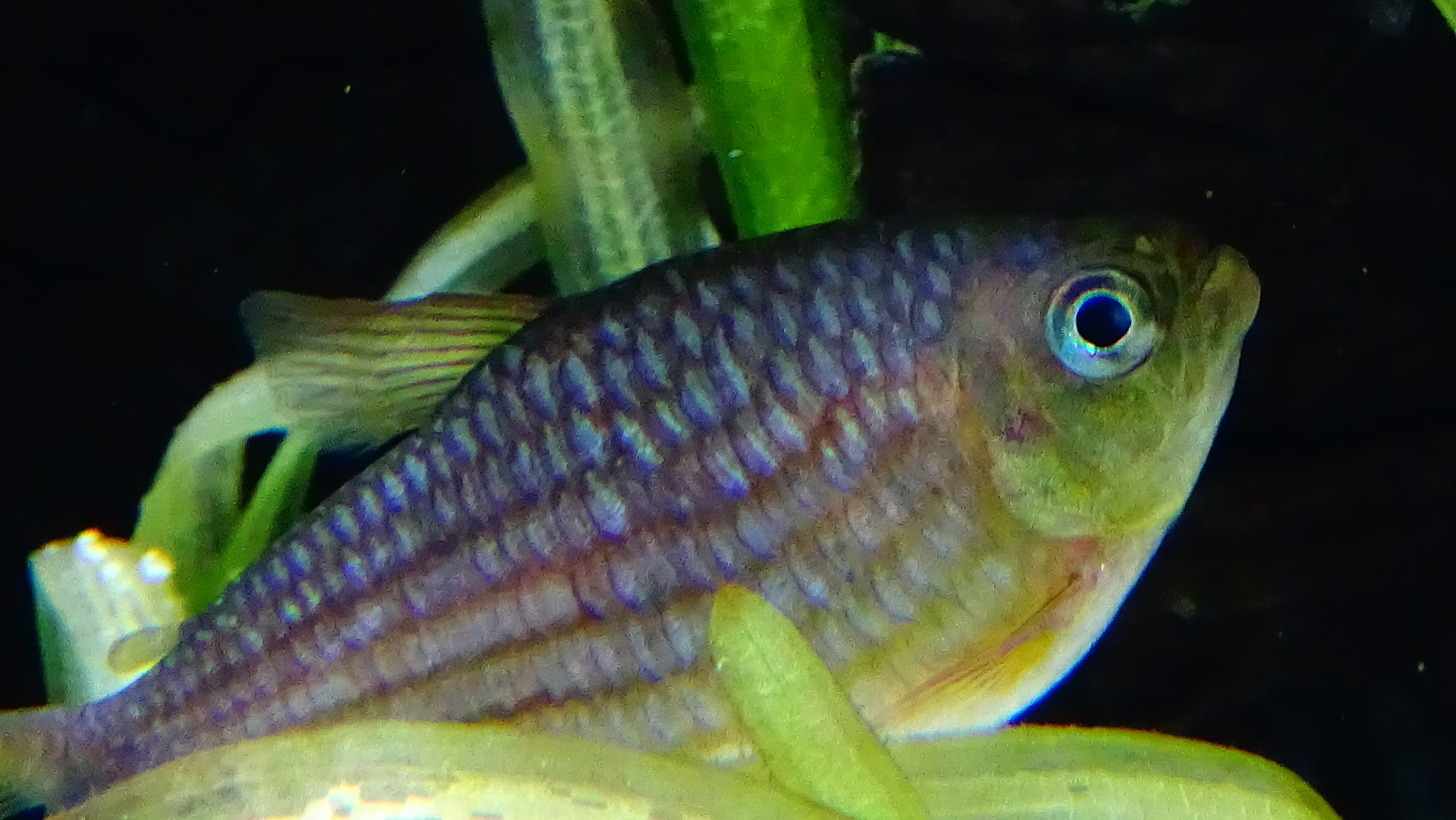
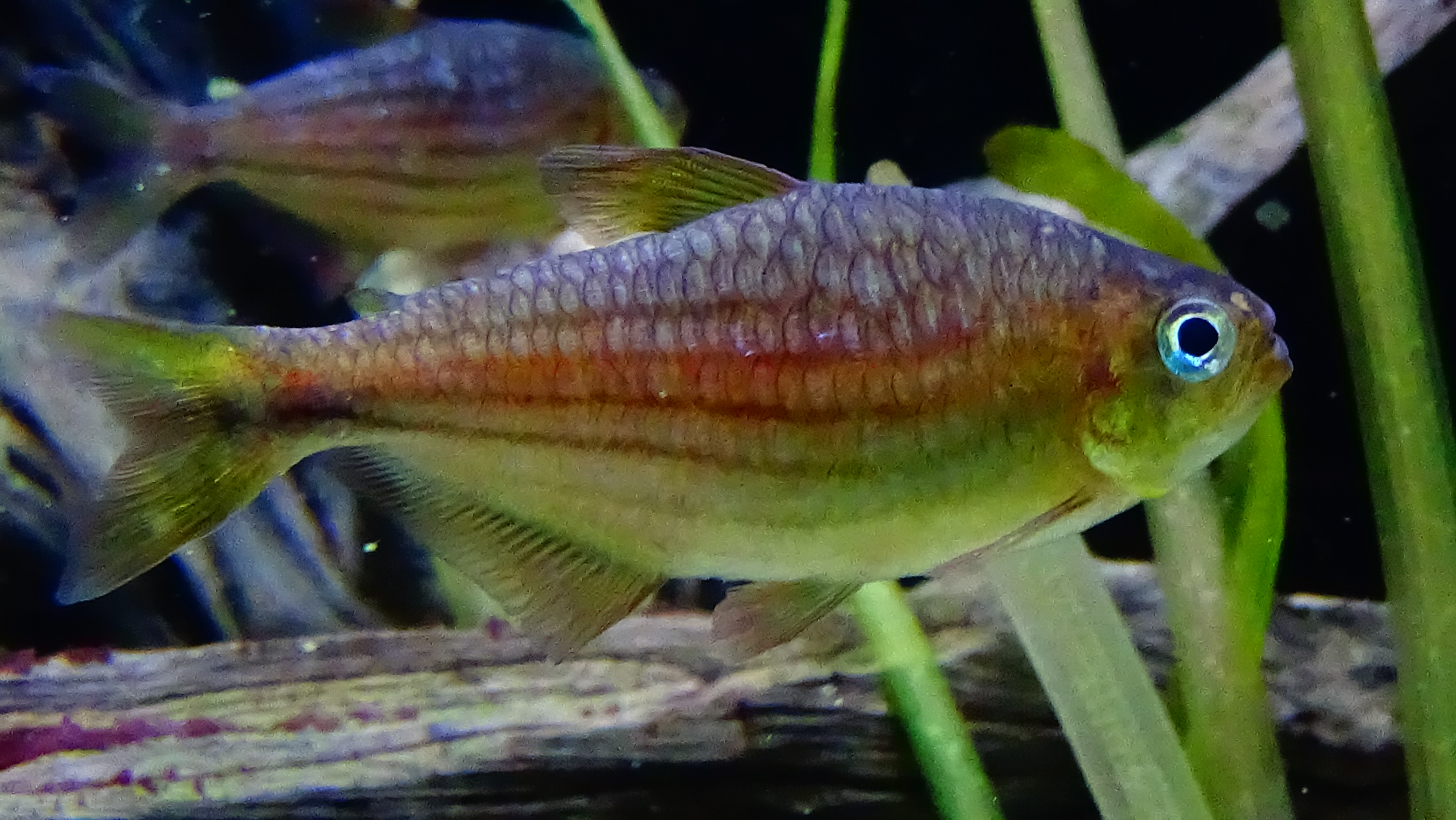